# 宁冲水库
宁冲水库，位于中国广西壮族自治区玉林市容县县城容州镇西北8千米处，是北流河支流石扶河上的一座中型水库。于1957年动工兴建，1958年竣工蓄水。水库控制流域面积52.2平方千米（其中引沙田河流域23千米），总库容1051万立方米，水面面积0.4平方千米。大坝为粘土心墙坝，主坝坝高25.32米，坝长135米，坝顶宽6.5米。水库具有年调节功能，以灌溉为主，兼顾发电、防洪、养殖及县城供水。水库灌溉农田980公顷，向县城年供水700万立方米。水电站装机容量250千瓦，年发电量75万千瓦时。